# ONE PIECE パイレーツカーニバル
『ONE PIECE パイレーツカーニバル』（ワンピース パイレーツカーニバル）は、バンダイより2005年11月23日にPlayStation 2用およびニンテンドー ゲームキューブ用が発売されたパーティーゲームである。尾田栄一郎の『ONE PIECE』を原作としている。

## 概要
『ONE PIECE』の登場キャラクターを用いており、1人プレイだけではなく多人数でのプレイもできる。
各ミニゲームを単独で遊ぶ「ミニゲーム」、デービーバックファイトを再現したという設定の赤・青の2チームに分かれて遊ぶ「ミドルゲーム」、パネル上に記された金額をめぐって争奪戦を行う「ボードゲーム」の3種類のモードが搭載されている。

## システム
- ボードゲーム
- VSモード
- コレクション
- オプション

## コース
最初は1つしかないが、1つずつプレイすることで追加されていく。
- イーストブルー
- グランドライン
- スカイピア
- ウォーターセブン
- ロングリングロングランド

## ミニゲーム
ミニゲームは全部で42種類ある。

### ノーマルゲーム
- 船上バトルロイヤル
- タコバルーンフワフワラリー
- 海賊カードあわせ
- パンダマンを探せ!
- 雪山登山挨拶バトルハイキング
- モクモク包囲網をぬけろ!!
- お宝サルベージ合戦
- ロングロング竹馬バトル
- 超カルガモ絶壁レース
- ユバの砂掘り競争
- 追い出せ!クンフージュゴン
- ゴーイングメリー砲台射的競争

### 麦わら海賊団ゲーム
- ゴムゴムカーニバル（VS：ルフィ）
- 嵐の剣術修行（VS：ゾロ）
- ローグタウン財宝チェイス（VS：ナミ）
- ウソップ工場（VS：ウソップ）
- バラティエクッキングファイト（VS：サンジ）
- 海賊旗をかかげろ!!（VS：チョッパー）
- 空中古代都市の謎（VS：ニコ・ロビン）

### ミドルゲーム
- ドーナツレース
- グロッキーバスケ
- 海賊ドッヂボール

### キャプテンゲーム
- バラバラフェスティバル（ボス：バギー）
- 無差別攻撃杓死の庭（ボス：クロ）
- 恐怖のM・H・5（ボス：クリーク）
- アーロンダーツパーク（ボス：アーロン）
- リトルガーデンボムバトル（ボス：ドリー&ブロギー）
- ワポルのバクバクファクトリー（ボス：ワポル）
- 4番バッターフルスイング（ボス：Mr.4）
- マネマネパネルシュート（ボス：Mr.2）
- クロコダイルのスナスナ地獄（ボス：クロコダイル）
- スプリングホッパー危機一髪!!（ボス：ベラミー）
- 黒ひげチェリーパイ一食即発（ボス：ティーチ）
- 強襲!戦鬼ワイパー（ボス：ワイパー）
- 迷いの森!!玉の試練（ボス：サトリ）
- シャンドラの灯をともせ!!（ボス：エネル）
- トランクケース大争奪戦!!（ボス：パウリー）
- 名物!!何でも散弾砲（ボス：フランキー）
- 追撃のルッチ!!ネコネコの恐怖（ボス：ルッチ）
- 炎のイバラロード（ボス：カク&カリファ）
- ドアドアパニック大迷路（ボス：ブルーノ）

### VSモード限定ゲーム
- ワンピースクイズ王
問題は700問以上。3択問題。

## 登場キャラクター

### プレイヤーキャラクター
- ルフィ（声：田中真弓）
- ゾロ（声：中井和哉）
- ナミ（声：岡村明美）
- ウソップ（声：山口勝平）
- サンジ（声：平田広明）
- チョッパー（声：大谷育江）
- ロビン（声：山口由里子）

### イベントキャラ・ボスゲーム専用キャラ・その他のキャラクター
- バギー（声：千葉繁）
- クロ（声：橋本晃一）
- クリーク（声：立木文彦）
- アーロン（声：小杉十郎太）
- ドリー（声：郷里大輔）
- ブロギー（声：稲田徹）
- パティ（声：稲田徹）
- ザンバイ（声：稲田徹（三宅健太の代理））
- ワポル（声：島田敏）
- フォクシー（声：島田敏）
- Mr.4（声：高塚正也）
- Mr.2（声：矢尾一樹）
- フランキー（声：矢尾一樹）
- ジャンゴ（声：矢尾一樹）
- クロコダイル（声：大友龍三郎）
- ワイパー（声：相沢正輝）
- ベラミー（声：高木渉）
- ティーチ（声：大塚明夫）
- サトリ（声：高戸靖広）
- エネル（声：森川智之）
- パウリー（声：吉水孝宏）
- ブルーノ（声：佐々木誠二）
- カク（声：置鮎龍太郎）
- カリファ（声：進藤尚美）
- ルッチ（声：関智一）
- ビビ（声：渡辺美佐）
- ミホーク（声：青野武）
- ドフラミンゴ（声：田中秀幸）
- 青キジ（声：子安武人）
- シャンクス（声：池田秀一）
- エース（声：古川登志夫）
- イトミミズ（声：難波圭一）
- ネズミ（声：西脇保）
- ゼフ（声：矢田耕司）
- くれは（声：野沢雅子）
- スモーカー（声：大場真人）
- パンダマン（声：大場真人）
- マシラ（声：田原アルノ）
- カルー（声：粗忽屋）
- ラッスー（声：服巻浩司）
- クンフージュゴン（声：服巻浩司）

## 主題歌
- OP曲『ココロのちず』歌：BOYSTYLE